# Coda (curta-metragem)
Coda  é um curta-metragem brasileiro  produzido pela Primo Filmes em 2008. Com direção de Marcos Camargo, o filme utiliza a técnica de light painting para criar um ambiente lúdico em que as personagens estão inseridas. 
Usando como locação espaços da cidade de São Paulo, três fadas interagem tanto com a animação quanto com as ruas e becos, a sensação que fica é de ilusão, presente num mundo concreto como São Paulo.

## Sinopse
Três bailarinas estão chegando em suas casas. Sozinhas com seus próprios delírios... ou seriam suas verdades fantasiadas? 

## Prêmios
Festival do Juri Popular (2009) 
- Prêmio de Melhor Fotografia